# Mirambèu (Alta Garona)
Mirambèu (francès Mirambeau) és un municipi francès situat al departament de l'Alta Garona i a la regió d'Occitània.